# RS-640
Pour les articles homonymes, voir Route 640.
La RS-640 est une route locale des Centre-Ouest et Sud-Ouest de l'État du Rio Grande do Sul. Elle relie la municipalité de São Vicente do Sul à celle de Rosário do Sul, la BR-290 à la BR-287. Elle dessert les communes de São Vicente do Sul, Cacequi et Rosário do Sul, et est longue de 74 km.